# George DeNormand
George W. DeNormand (* 22. September 1903 in New York City, New York; † 23. Dezember 1976 in Woodland Hills, Los Angeles, Kalifornien) war ein US-amerikanischer Stuntman und Schauspieler.

## Leben
DeNormand wuchs in Pueblo, Colorado auf und diente in der US-Kavallerie unter John J. Pershing während der Mexikanischen Expedition. In den 1920er Jahren verdingte er sich als Preisboxer. Ab 1931 arbeitete er in Hollywood als Stuntman und Schauspieler, Letzteres zumeist in Statistenrollen. Er wirkte zunächst als Stuntdouble für Buster Crabbe in dessen einzigen Tarzan-Film Tarzan the Fearless, Boris Karloff in Frankensteins Braut und Bela Lugosi in Der Rabe; über viele Jahre war er Stuntdouble für Spencer Tracy. DeNormand beendete seine Karriere als Stuntman 1967 nach insgesamt 211 Spielfilmen. Als Schauspieler war er bis 1976 tätig; er war in 274 Spielfilmen und insgesamt 359 Episoden von 134 verschiedenen Fernsehserien zu sehen. In den Abspann schaffte er es hierbei nur selten, Ausnahmen bildeten zumeist von Republic Pictures produzierte B-Movie-Western der 1940er Jahre, in welchen er üblicherweise als Handlanger der Bösewichte auftrat. Gelegentlich war er als Statist an Filmklassikern wie Citizen Kane, Die Reifeprüfung und Mary Poppins beteiligt.
DeNormand galt neben Yakima Canutt und Cliff Lyons als einer der Gründerväter der modernen Stuntarbeit. Er war mit der Drehbuchautorin Wanda Tuchock verheiratet. Seine letzten Jahre verbrachte er im Motion Picture & Television Country House and Hospital.

## Filmografie (Auswahl)
- 1935: Diamanten-Jim (Diamond Jim)
- 1941: Citizen Kane
- 1943: Harte Burschen – steile Zähne (A Lady Takes a Chance)
- 1948: Der Superspion (A Southern Yankee)
- 1948: Der Rächer von Texas (Panhandle) (Stuntman)
- 1948: Thunderhoof (Stuntman)
- 1949: Banditen am Scheideweg (The Doolins of Oklahoma)
- 1949: König des Dschungels (The Lost Tribe)
- 1950: Der Henker saß am Tisch (711 Ocean Drive)
- 1950: Zwischen Mitternacht und Morgen (Between Midnight and Dawn)
- 1953: Gefährtin seines Lebens (The President’s Lady)
- 1955: Tarantula
- 1960: Cimarron
- 1961: Blaues Hawaii (Blue Hawaii)
- 1963: Getrennte Betten (The Wheeler Dealers)
- 1963: Was diese Frau so alles treibt (The Thrill of It All)
- 1963: Der verrückte Professor (The Nutty Professor)
- 1964: Mary Poppins
- 1967: Die Reifeprüfung (The Graduate)
- 1967: Wie man Erfolg hat, ohne sich besonders anzustrengen (How to Succeed in Business Without Really Trying)
- 1968: Funny Girl
- 1968: Hängt ihn höher (Hang ’Em High)
- 1970: Tora! Tora! Tora!
- 1976: Der letzte Tycoon (The Last Tycoon)
- 1976: Futureworld – Das Land von Übermorgen (Futureworld)

## Stunts (Auswahl)
- 1935: Frankensteins Braut (Bride of Frankenstein)
- 1935: Der Rabe (The Raven)
- 1935: Der Werwolf von London (Werewolf of London)
- 1939: Der Glöckner von Notre Dame (The Hunchback of Notre Dame)
- 1945: Ein Mann der Tat (San Antonio)
- 1959: Auf heißer Fährte (Face of a Fugitive)
- 1963: Eine total, total verrückte Welt (It’s a Mad, Mad, Mad, Mad World)